# أب باريك (بربرود الغربي)
أب باریك (بالفارسية: آب‌باریک) هي قرية تقع في إيران في قسم بربرود الغربي الریفي. يقدر عدد سكانها بـ 34 نسمة .